# Království Man a Ostrovů
Království Ostrovů (anglicky Kingdom of the Isles), resp. království Jižních Ostrovů (staroseversky Suðreyjar), častěji označované jako Království Mann a Ostrovů (anglicky Kingdom of Mann and the Isles), bylo středověké severské království na britských ostrovech založené skandinávskými vikingy v 9. století. Po staletí vikinské nadvlády bylo formálně součástí Norského království.
K tomuto malému království patřily vedle ostrova Man také Hebridy na jihozápad od Skotska, souhrnně se nazývaly Jižními Ostrovy v opozici k Ostrovům Severním (Norðreyjar), jimiž byly Orkneje a Shetlandy. V této podobě království existovalo do roku 1164, kdy bylo rozděleno na dvě samostatná, Ostrovů a Man. V roce 1266, na základě smlouvy z Perthu, předal norský král Magnus VI. tyto ostrovy Skotsku.

## Historie
Severští vikingové osídlili ostrov Man na konci 8. století. V roce 1079 vytvořil vikinsko-gaelský dobyvatel Godred Crovan, který již byl vládcem Dublinského království (Kingdom of Dublin), nové tzv. Království Ostrovů. Jeho hlavní město se nacházelo na ostrově Man, kde byl ustanoven parlament zvaný Tynwald, král sídlil na hradě Peel (Peel Castle).
Godred Crovan, na ostrově známý jako král Orry nebo Gorry, zemřel v roce 1095 na mor. Zanechal po sobě tři syny, jejichž jména byla Lagmann, Olaf I. a Harald. Mezi lety 1099 a 1103 vládl království norský král Magnus III. současně jako král Ostrovů. Godredův syn Lagmann se postavil proti Haraldovi a nechal jej oslepit. Potomci Lagmanna a Olafa I. vládli pak nad královstvím až do doby, kdy se ho zmocnil jistý Somerled. Rod tohoto muže vládl až do roku 1265, kdy se ostrova Man zmocnil skotský král Alexandr III.
V roce 1266 odstoupil norský král Magnus VI. na základě smlouvy z Perthu všechny tyto ostrovy ve prospěch Skotska. Ještě v roce 1275 se Godred VI., syn posledního krále malé ostrovní říše, se pokoušel vrátit na její trůn. Ve 14. století přešel ostrov Man pod anglickou kontrolu a v roce 1765 pod britskou korunu.

## Tynwald
Tynwald je parlament ostrova Man založený v roce 979 v Castletownu, je považován za jeden z nejstarších nepřetržitých parlamentů na světě. Schůze se každoročně konají na kopci Tynwald Hill.